# Andrzej Abramowicz
Andrzej Abramowicz (* um 1700; † November 1763 nahe Pobikry) war ein Kastellan von Brest, der einer der Anführer der Partei der Familie Radziwiłł in Polen-Litauen war.
In den Pamiętniki von Marcin Matuszewicz nimmt er eine gewichtige Rolle ein. Seine Brüder waren Antoni Abramowicz und Jerzy Abramowicz.

## Leben
Andrzej Abramowicz kam um 1700 zur Welt. Wie sein Bruder Jerzy war er um 1736 Fähnrich der Petyhorcy und seit seiner Jugend mit dem Großhetman und Wojewoden Michał Kazimierz Radziwiłł verbunden, da er dessen Güter Żuprany und Nowe Miasto bei Vilnius pachtete.
Um 1742 wurde er Truchsess von Vilnius, im Jahr 1747 dortiger Landschreiber und 1748 Deputierter für das Litauische Tribunal.
Zwanzig Jahre lang kontrollierte er mit seinem Bruder Jerzy und Ignacy Bohusz den Sejmik von Vilnius sowie die im Exil bei Vilnius abgehaltenen Sejmiki von Smolensk und Starodub, indem sie die Kandidaten für die Partei der Familie Radziwiłł und gegen die Familie Czartoryski durchsetzten.
Im Jahre 1754 erhielt er das Mandat für den Sejm.
Unter Karol Stanisław Radziwiłł dominierte Andrzej Abramowicz mit seinen Brüdern das Tribunal in Vilnius dermaßen, dass sogar dieser ihnen eine „Diktatur“ vorwarf. Unter seinem Nachfolger Georg Detlev von Flemming wurden Andrzej und Ignacy Bohusz schließlich ihrer Ämter enthoben. Sie fanden jedoch einen Protektor in Jerzy August Mniszech, sodass ein Kompromiss mit den Anhängern der Czartoryski erzwungen wurde und beide rehabilitiert wurden. Im Jahre 1757 wurde Andrzej Abramowicz sogar Kastellan von Brest. Er verblieb jedoch in Vilnius, ohne Brest aufzusuchen. Dennoch erhielt er 1761 den Orden des Weißen Adlers.
Nach dem Tod seines Protektors Michał Kazimierz Radziwiłł begab er sich nach Warschau, um dort mit anderen Delegierten seiner Partei Karol Stanisław Radziwiłł als Wojewoden von Vilnius zu empfehlen. Er starb auf dem Weg nach Warschau in der Nähe von Pobikry.